# 34e régiment d'infanterie territoriale
Le 34e régiment d'infanterie territorial est un régiment d'infanterie de l'armée de terre française qui a participé à la Première Guerre mondiale.

## Création et différentes dénominations
Le régiment reçoit son numéro par décret du 19 mars 1875, en prévision de la mobilisation.

## Historique des garnisons, combats et batailles

### Première Guerre mondiale

#### Affectations
- 8e Division d'Infanterie d'août à novembre 1918.

## Drapeau
Il porte, cousues en lettres d'or dans ses plis, les inscriptions suivantes :
- Verdun 1916
- Reims 1918

## Sources et bibliographie
- Historique sommaire des opérations du 34e régiment territorial d'infanterie : du début de la guerre à sa dissolution, le 5 août 1918, Paris, L. Fournier, 1920, 30 p., lire en ligne sur Gallica.